# Nuaillé-sur-Boutonne
Nuaillé-sur-Boutonne korábbi község Franciaországban, Charente-Maritime megyében. Lakosainak száma 187 fő (2022. január 1.). Nuaillé-sur-Boutonne Aulnay, Les Églises-d’Argenteuil, Paillé, Saint-Pardoult és Saint-Pierre-de-l’Isle községekkel határos.
2025. január 1-jén Saint-Georges-de-Longuepierre korábbi községgel egyesült és az így létrejött Rives-de-Boutonne új község része lett.

## Népesség
A település népességének változása:
| Lakosok száma | 244  | 202  | 196  | 190  | 209  | 210  | 198  | 191  | 191  | 187  |
|               | 1968 | 1982 | 1990 | 2006 | 2013 | 2015 | 2017 | 2019 | 2020 | 2022 |